# Artemivka, Ciornomorske
Artemivka (în ucraineană Артемівка) este un sat în comuna Novosilske din raionul Ciornomorske, Republica Autonomă Crimeea, Ucraina.

## Demografie
Componența lingvistică a localității Artemivka
     Rusă (86,13%)
     Ucraineană (13,87%)
Conform recensământului din 2001, majoritatea populației localității Artemivka era vorbitoare de rusă (86,13%), existând în minoritate și vorbitori de ucraineană (13,87%).